# 约瑟夫·富兰克林·卢瑟福

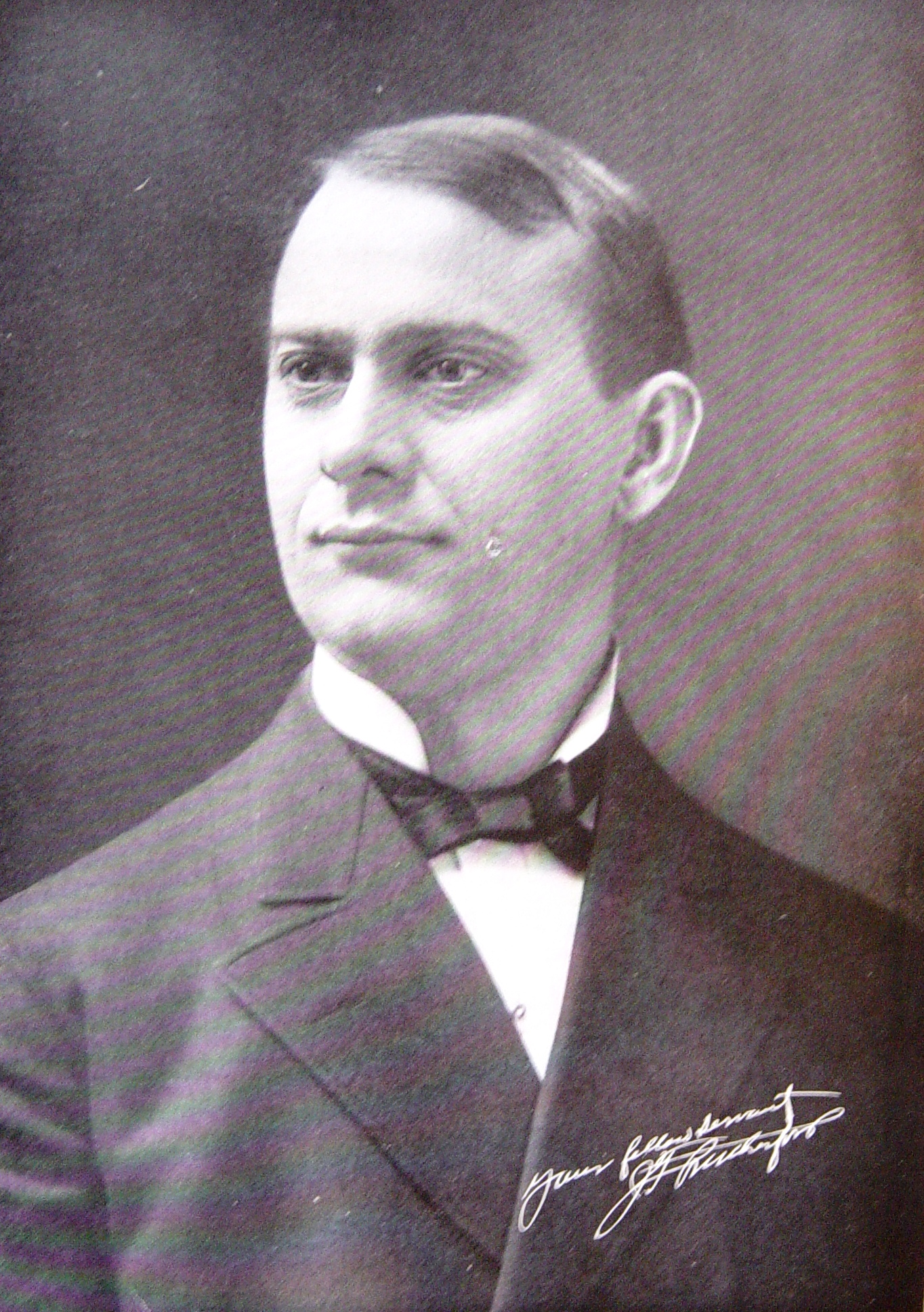
约瑟夫·富兰克林·卢瑟福

约瑟夫·富兰克林·卢瑟福（英語：Joseph Franklin Rutherford，1869年11月8日—1942年1月8日），是守望台圣经书社即耶和华见证人的第二任社長及主席。在他的任期內（1916年—1942年）, 聖經研究者在這時發生分裂。跟隨他的聖經研究者後來更名為「耶和華見證人」。守望台圣经书社前任社長是查尔斯·泰兹·罗素，后任社長是内森·霍默·诺尔。

## 早期生活
盧瑟福齣生在密蘇里州摩根县的一個農場家庭，他的父母是浸信会信徒。他的父親起初反对他学习法律，最终还是允许他进入大学。毕业后，他在法院担任法庭书记员，并取得了在密苏里州Boonville的律师资格。直到后来他成为密苏里州第十四司法区特别法官（或稱临时法官）。由於他的法律背景，他也被称作“卢瑟福法官”。 他曾以律师身份在美国最高法院为“戈比蒂斯”案提出辩护，曾在法庭指出服从耶和华上的至高统治权的重要性。
1894年，他和夫人共同阅读了查尔斯·罗素的作品《Millennial Dawn》系列中的的三部 (后命名为《圣经研究》)后，对圣经研究运动所倡导内容产生兴趣。1906年，他受浸成为一名圣经研究者。1907年，他成为圣经研究者的法律顾问。接下来数年，他作为海外传道员在国外服务。守望台圣经书社社長罗素于1916年去世后，他被选为守望台书社的主席。

## 关押
1918年，卢瑟福被控违反义务征兵法和间谍法，他和7位同工被关押在乔治亚州亚特兰大。1919年5月14日，美国地方巡回法院在纽约宣判:“本案被告在审判中没有受到合适的公平的审判，由于这个原因，本案原判决被推翻。”由于原告没有继续提起重审，所以本案最终以“撤消告诉”结案。 
卢瑟福和同伴最终被判无罪。这同时也承认了他在美国最高法院法庭的位置，从1909年直到1942年去世。1939-1942年间，他在这个法庭作为辩护律师受理了14个案子，其中比较精彩的案子有—“Schneider v. State of New Jersey” (1939年),“Minersville School District v. Gobitis”(1940年).

### 各宗教反应
1918年，卢瑟福和7位同工被法庭判处有罪，各大宗教期刊对此事的反应十分引人瞩目：
- 《基督教纪事报》：“政府此举大力击破了一种想法，认为宗教主张无论多么荒谬恶毒，人都可以随意传播而无需受罚。这种由来已久的想法其实大谬不然，可是一直以来，我们却完全掉以轻心。……卢瑟福被判入狱，看来罗素派气数已尽了。”
- 浸信会出版的《西部记录报》说：“这个惹是生非的教派的领袖被关进监狱里……实在不足为怪。……在这方面真正令人困惑的难题是，究竟应当将被告送入精神病院，还是送进监狱里。”
- 《大陆报》将卢瑟福称为“已故‘牧者’罗素的跟随者”，声称他们认为“只有罪犯才应该上战场跟德国皇帝作战”。这份报纸也声称，据华盛顿的司法部长说，“不久之前，意大利政府向美国政府投诉，指责卢瑟福和他的同道……在意大利军队中散发反战宣传品”。
- 一周以后，《基督教世纪》转载上述评论。，以表明自己的意见与大家一致。

艾布拉姆斯博士评论说：“后来这些人被判处20年徒刑；消息一传到宗教刊物的编辑们耳中，这些刊物差不多都不约而同地，不论大小，为此而欢欣鼓舞。我无法在正统教派的宗教刊物中找到任何表示同情的言论。”

## 贡献
卢瑟福任守望台聖經书社社長直到1942年去世，他被认为是一位很有说服力的演讲者。从1919年开始的6年间他做了一个题为《Millions Now Living Will Never Die》的系列演讲。这些演讲也编辑成书出版。
圣经研究者的思想和行为在1919年后的时期有了很多改变。在此之前的几十年他们使用十字架作为他们的标志，也庆祝圣诞节和生日，之后基於對聖經的了解，这一切就停止了。
1920年代守望台聖經书社用信徒捐款，在加州聖地亞哥建造了一所叫做伯沙林(Beth Sarim)，5,100平方英尺的豪宅，土地面積約100英畝。希伯来语Beth Sarim的意思是“首领之屋”。这座房子的用途起初是为了给1925年將复活的亞伯拉罕 ，摩西等人居住。卢瑟福解釋這些首领將首都設在聖地亞哥，不是耶路撒冷 。伯沙林實際上被作為卢瑟福的冬季行館。為回應他人的批評，守望台书社发表了一则声明，说明现在这个房子归卢瑟福所有，他去世后收归守望台。1948年，这所房子被出售。很快《守望台》杂志,根據聖經糾正“耶稣·基督的祖先在哈米吉多顿后会如何复活”这一解释。
卢瑟福的任期内最显著的改变就是每个成员都要根据耶稣的模范祷告中所提到的宣扬君王和他的王国。这也是现代耶和华见证人最显著的特征之一，即每个成员都要积极的“宣扬王国的好消息”。同时，耶和华见证人明白要避免追随某个人像发生在罗素身上的情况那样。1931年在俄亥俄州的哥伦布杉树角举行的大会上，卢瑟福建议取消"Russellites"，並使用新名字就是耶和华见证人。
| 前任： 查尔斯·泰兹·罗素 | 宾夕法尼亚守望台圣经书社社長 1916年 – 1942年1月8日 | 繼任： 内森·霍默·诺尔 |